# نصري حجاج
نصري حجاج (1951-2021) هو كاتب ومخرج سينمائي فلسطيني، ولد في مخيم عين الحلوة لأب فلسطيني من قرية الناعمة شمال مدينة صفد المحتلة وأم لبنانية، حاصل على بكالوريس علم النفس من جامعة بيروت العربية ودرجة الماجستير من لندن في الإخراج السينمائي والمسرح. التحق مبكراً في صفوف الثورة الفلسطينية في لبنان، وانتقل بعدها للعمل في دائرة الثقافة والإعلام بمنظمة التحرير الفلسطينية في تونس.

## حياته المهنية
كتب حجاج في صحف أجنبية وعربية في بريطانيا ولبنان والإمارات وفلسطين، وأخرج فيلم «ظل الغياب» الذي تناول موضوع المنفى والموت للفلسطيني، وفيلم «كما قال الشاعر» الذي وثق فيه حياة الشاعر محمود درويش. حاز على جوائز عدة في مهرجانات دولية. نشرت له مجموعة قصصية بعنوان «كتاب شام» كتبها لابنته شام جُمعت بعد وفاته بعام وصدرت في رام الله عن دار المتوسط.

## أفلامه
أخرج حجاج خلال حياته ثلاثة أفلام وحازت على جوائز وهي:
1. فيلم العصفور، حاز على جائزة الزيتونة الذهبية لأفضل فيلم روائي قصير في مهرجان القدس الدولي.
2. فيلم كما قال الشاعر، والذي يروي فيه حياة الشاعر محمود درويش بطريقة كلاسيكية.
3. فيلم ظل الغياب، حاز على جائزة المهر البرونزي للأفلام الوثائقية في مهرجان دبي السينمائي 2007.

## وفاته
توفي في النمسا في 11 أيلول 2021 بعد صراع طويل مع المرض عن عمر ناهز السبعين عام.

## وصيته
نشرت زوجته على صفحتها عبر حساب الفيسبوك خبر وفاته ووصيته وقالت: "نزولاً عند رغبته، سوف يتم حرق جثمانه ونثر جزءا من رماده لاحقاً في مخيم عين الحلوة وعند قبر والدته فاطمة في صيدا، وجزءا آخر في قريته الناعمة شمال فلسطين المحتلة، وجزءاً في سوريا التي تضامن مع شعبها المظلوم حتى آخر نفس، وجزءاً فوق تراب تونس حيث عاش سنين طويلة من عمره فيها".
نعته منظمة التحرير الفلسطينية وجاء في بيانها: "تلقينا ببالغ الحزن والأسى وعميق التأثر وفاة أحد أبرز أعمدة الفكر والفن والإبداع الفلسطيني، ورمز من رموز الحركة الثقافية والوطنية والإنسانية القامة الأدبية الكبيرة الفنان نصري حجاج صاحب الإرث والتاريخ الفني والفكري والأدبي الإبداعي الذي رسخ من خلاله أصالة الهوية الوطنية الفلسطينية ووثقها ونهض بها نحو تطوير إبداعي، وارتقى بالواقع الفلسطيني الثقافي الفني والفكري والأدبي". كما نعته وزارة الثقافة الفلسطينية على لسان وزيرها عاطف أبو سيف وجاء فيه: إن الراحل حجاج اسم من أسماء الفعل الثقافي الوطني الفلسطيني، حيث كرس فنه وعمله الثقافي في سبيل حرية وخلاص شعبنا الفلسطيني منذ التحاقه بالعمل الكفاحي والنضالي في صفوف الثورة الفلسطينية.